# パック (美容)

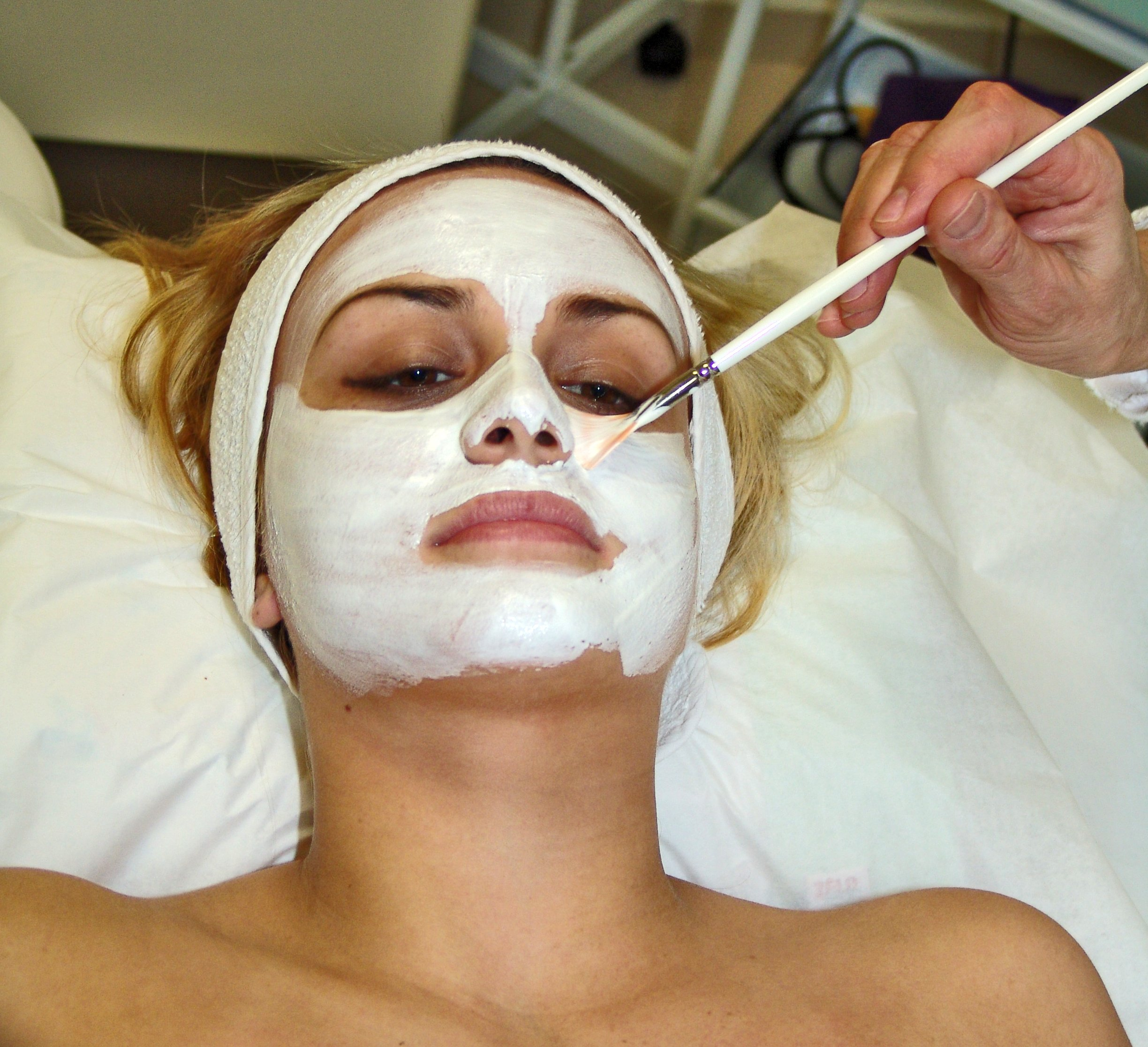

パック (Pack) は、美顔法の一種。顔に専用の薬液を塗ることで生じる被膜、またはその代用となる材料を用い、肌の新陳代謝を促進させて美化につなげる。
各社から発売されているパック剤だけでなく、薬液に浸したコットン やシートマスク のほか、薄く切ったりすり下ろした野菜や果物、蜂蜜やヨーグルト など、普通に食べられる食材もよく用いられる。また、炭酸パックと呼ばれる炭酸ガスを活用した美容パックなども存在し、美容パックの種類は多岐にわたる。
ただし、どの方法でもパックをする生活時間を間違えたり過度に長時間行うと、逆に肌を痛める一因になることがある(保湿面では最大10分程度で十分)。また、あくまで一時的な美容手段であり常態的に肌環境を改善する医療手段ではないため、肌の水分や新陳代謝が十分な体質であれば不必要な場合も多く、上記のような肌荒れの原因にもなるため注意が必要。

## 基礎化粧品としてのパック
パックからくる水分と皮下の水分が閉塞されることによる保湿作用、使用後皮膚温が高まることで血行をよくする作用、皮膚上の汚垢を吸着する清浄作用がある。基礎化粧品としてのパックにはゼリー状、ペースト状、粉末状がある。
ゼリー状
透明または半透明のゼリー状で皮膜形成したところで剥離するタイプ。
ペースト状
半透明のペースト状で皮膜形成するタイプと拭き取り、洗い流しが必要なタイプがある。
粉末状
粉末状で使用前に水で溶いて用いるタイプで粉末吸着を利用する。